# كدسورة بيضاوية الأوراق
كدسورة بيضاوية الأوراق (الاسم العلمي:Kadsura oblongifolia) هي نوع من النباتات يتبع جنس الكدسورة من الفصيلة الشزندرية.